# Rene Vink
Rene Vink ist ein ehemaliger niederländischer Bahnradsportler.
In den 1990er Jahren gehörte Rene Vink zu den besten niederländischen Bahnradsportlern in den Kurzzeitdisziplinen. Dreimal  – 1992, 1996 und 1997 – wurde er niederländischer Meister im Sprint. 1996 und 1997 wurde er nationaler Doppelmeister, als er auch den Titel im Keirin errang. Auch im 1000-Meter-Zeitfahren belegte er mehrfach Podiumsplätze bei nationalen Meisterschaften.